# ベルベル語派

TAMAZIGHT（ティフィナグ文字）

ベルベル語派（ベルベルごは）またはベルベル諸語（ベルベルしょご）は、アフロ・アジア語族に属する言語グループである。主にモロッコ、アルジェリア、リビアで話されている。

## 概要
モロッコ、アルジェリアともアラビア語を重要視する政策をとるため、ベルベル語派の言語の話者は辺鄙な山間部の村などに多く、家庭の中でしか話さないこともある。しかし、アラビア語が広まる以前には、北アフリカで幅広く話されていた。
古代のヌミディアで使われたヌミディア語はおそらくベルベル語派に属すると言われている。チュニジア・アルジェリア・モロッコに紀元前2世紀ごろの碑文が1000以上残されているが、充分に解読されていない。
モロッコで話されるベルベル語派の言語には、タリフィート（リーフ語）、タマジグト（中央アトラス・アマジグ語）、タシュリヒート（シルハ語）の3つの言語がある。タリフィートは北モロッコのリーフ地方、タマジグトは中央モロッコ、タシュリヒートは大アトラス山脈で話される。アルジェリアの主要な言語はカビル語であるが、シャウィーア語など、それ以外の言語もある。トゥアレグ語はアルジェリア・マリ・ニジェールで話される。より小さな言語がチュニジア、リビア、エジプト、モーリタニアで話されている。カナリア諸島で話されていたグアンチェ語は16世紀に消滅したが、おそらくベルベル語派の言語だった。
ベルベル語派の言語の話者は「ベルベル語」という呼称を一般に好まない。これはベルベルがギリシャ語で「言葉がわからない人」を意味するバルバロイから由来することによる。今日ヨーロッパ諸国で比較的よく用いられる言い換えは、本来北モロッコで話されるベルベル語を意味するタマジグト（タマズィグト）である。特に北部ベルベル語を指すときにはこの表現が好んで用いられる。
発話例
北アフリカ諸国ではベルベル語派の言語の話者を公式の人口統計で集計していないため、正確な話者人口を知ることは困難である。ベルベル語派の言語の話者はモロッコ、アルジェリアのほか、中央アフリカ諸国、エジプト、フランスなどに住む。1952年の A. バセットの概算によれば、全世界で約550万人である。1996年のジョン・A・グライムズの推計によるとベルベル語派の主要な7言語の合計は860万人ほどである。

## 下位分類

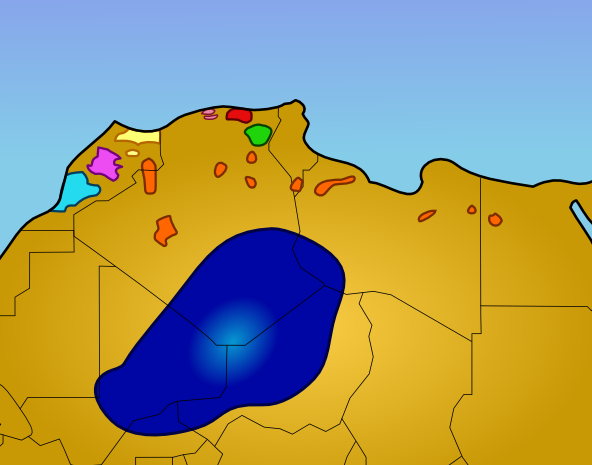
北アフリカにおけるベルベル語派の分布
シルハ語
中央アトラス・アマジグ語
リーフ語
オアシスグループ
（シワ語、ゼナガ語、ムザブ語）
シェヌア語
カビル語
シャウィーア語
トゥアレグ語

| シルハ語 中央アトラス・アマジグ語 リーフ語 オアシスグループ （シワ語、ゼナガ語、ムザブ語） | シェヌア語 カビル語 シャウィーア語 トゥアレグ語 |

- グアンチェ諸語 †
- ヌミディア語（英語版）†
- 東部ベルベル諸語（英語版）
  - シワ語（オアシス・ベルベルとも）
  - ソクナ語
  - ナフサ語
  - アウジラ語
  - ガダミス語
- 西部ベルベル諸語（英語版）
  - ゼナガ語
  - ティンセルト語
- 北部ベルベル諸語（英語版）
  - シルハ語（タシルハイト、タシュリヒート、タスースィッツとも）
  - 中央アトラス・アマジグ語（タマジクト、タマジグトとも）
  - ゼナタ諸語（英語版）
    - リーフ諸語（英語版）
      - リーフ語（タリフィート、タアリフィートとも）
      - トゥアト語

    - シェヌア語
    - シャウィーア語
    - ティディケルト語
    - ゴマラ語
    - セネド語†
    - ムザブ・ワルグラ諸語（英語版）
      - ムザブ語
      - ワルグラ語
      - グララ語
      - トゥーグラ語
      - 南オラン・フィグイグ語
      - サンハジャ語

  - カビール語
- トゥアレグ諸語（タマシェクとも）

## 他の言語からの影響
永きに渡って他の民族による侵略と支配を受けてきたベルベル人の歴史を反映して、ベルベル語には多くの他の言語の痕跡が刻まれている。フェニキア語、ラテン語、ゲルマン語、ギリシャ語など古代にベルベルを征服した民族の言語からの借用語も少なくないが、もっともベルベル語に影響を与えたのはアラビア語である。イスラーム教徒の北アフリカ侵入とベルベル人居住地の征服により、ベルベル人はイスラーム化が進み、言語的にもアラビア語の強い影響を受けた。現在のベルベル語がアラビア文字で書かれることが多いのも、アラビア語の影響であることは言うまでもない。さらに近現代に入ると、スペインとさらにはフランスの侵略と植民地支配により、ベルベル語にはスペイン語やフランス語の単語が多く流入した。

## 他の言語への影響
ベルベル語はマグレブのアーンミーヤの基層言語として、これらの言語に影響を与えた。これはエジプト・アラビア語に対するコプト語の役割と類似している。またムスリムのイベリア半島支配の結果として、スペイン語やポルトガル語などのイベロ・ロマンス諸語にはアラビア語ほどではないにせよベルベル語の影響が見られる。そしてベルベル人とアラブ人のサハラを越えたブラックアフリカへの遠征と征服、およびイスラームの普及に伴って、いくつかのブラックアフリカの言語はアラビア語とともにベルベル語の影響を受けた。